# Te waza
Te waza (手技) é o termo pelo qual são conhecidas no caratê as técnicas de mãos e braços. Mas, em que pese referir a mãos, o conjunto de técnicas é de amplo espectro sem, contudo, ter a abrengência e o significado que dado no judô, que se refere a um kata específico. A ser considerada em sentido amplo, te waza abrange desde as técnicas contundentes, de defesa até as de projeção e imobilização.

## Ken waza
Ken waza (拳技) ou Seiken waza (正拳技) é o conjunto das técnicas de mão que abrange aquelas técnicas em que se usa mormente o punho, isto é, a forma de mão fechada ou semi-fechada, com os dedos cerrados. A palavra ken, em japonês, pode significar punho (拳) ou faca/espada (剣).

### Seiken
Seiken (正拳) é a forma do punho fechado com impacto nos dedos indicador e médio, sendo a forma mais comum e, crê-se, mais efetiva de usar os punhos num enfrentamento porque é a mais intuitiva de se fazer. Os neófitos são incentivados a treiná-la.
A forma é compartilhada por diversar outras artes marciais, como aiquidô, jujutsu, boxe ou savate. Serve para atacar quaisquer áreas e pode ser utilizada também ao s'executar uma defesa. A maneira correcta de produzir a forma é fechando a mão em sequência dos dedos, isto é, primeiro fecha-se o dedo mínimo, depois, o anular e assim por diante até fechar o punho com o polegar por sobre indicador e médio.
Em que pese ser com os dedos todos fechados, não se usam deles todos, pois a área de impacto deve repusar sobre os indicador e médio, no fito de formar uma linha diagonal ideal que começa nos dedos referidos e a encerrar no cúbito. E, posto que a forma não seja usada num soco direito (choku zuki), a área é a mesma, pois assim a energia do golpe é concentrada num ponto menor, potencializando-o.

### Uraken
Uraken (正拳) é formado de modo semelhante a seiken, com os punhos também fechados mas com a área de impacto sobre o cimo das juntas dos dedos indicador e médio. Todavia, pode-se utilizar também com a área de impacto sobre as juntas de todos os dedos, mormente quando se treina com makiwara e, bem assim, os pontos logo inferiores às juntas.

### Tetsui
Tetsui (鉄槌), Kentsuí (拳槌) ou Shutsuí (手槌), é feito com o punho cerrado, pero a mão bate em forma de martelo. Trata-se de técnica bastante natural, mormente ao iniciante, tal e qual seiken. A área de impacto é a lateral carnuda da mão, que deve estar tensionada, isto é, com o punho firmemente fechado, pois assim quando o lutador premer a mão no alvo não sofrerá dano mas o adversário, sim.

### Koken
Koken (孤拳), ou Kakuto (鶴頭), faz com a mão bata em forma arqueada, pois é feita ao dobrar o punho para a frente e colocando o polegar rente ao dedo médio, ou seja, o sítio de impacto é a parte exterior exposta do punho.
Os alvos comuns, quando usada a técnica como ataque, são várias, indo desde o baço e pernas até o rosto. Quando usada como defesa, é bastante versátil e pode ter a trajetória iniciando em qualquer ponto e indo em qualquer plano. No caratê desportivo a técnica não tem muito uso.

### Heiken
Heiken (平券) forma-se à semelhança de seiken, pero com a área de impacto respousa sobre os dedos e a palma da mão. A forma é conhecida também como "mão de maça".

### Kumade
Kumade (熊手) é composta com os dedos a dobrar-se sobre eles mesmos. A área de impacto é a palma da mão, que fica bastante rija com a curvatura dos dados. A forma é conhecida também como "pata de urso".

## Yubiken waza
Yubiken waza (指拳技) é o conjunto no qual as técnicas são o meio-termo entre as técnicas de punho cerrado e de dedos estirados, nas quais, posto que seja usado o punho em riste, há certa prevalência de um dedo, como forma de focalizar a energia do golpe num ponto extremamente concentrato.

### Ippon-ken
Ippon-ken (一本拳), ou Hitosashiyubi ippon-ken (人差し指一本拳), é feito desde a forma em Seiken adianta-se o dedo indicador, deixando-o semi-cerrado, e deslocando o polegar para o apoiar. As áreas alvo são as mesmas do punho normal, porém com o fito de causar maiores lesões, o que a torna uma técnica perigosa. Além de golpes diretos contundentes, a forma pode ser usada para pressionar certos pontos do adversário, para promover o livramento de técnicas de agarramento, imobilização ou arremesso.

### Nakadaka-ken
Nakadaka-ken (中高拳), Nakadaka ippon-ken (中高一本拳) ou Nakayubi ippon-ken (中指一本拳), é assemelhada à forma de ippon-ken comum mas com o dedo médio protuberante, difere basicamente porque nesta forma, a mão tende a assumir a forma triangular, o que proporciona alguma estabilidade a mais.

### Nihon-ken
Nihon-ken (二本拳) é uma combinação das técnicas dos dedos indicador e médio, com a qual anotações podem ser feitas.

### Hiraken
Hiraken (平拳) usa dos dedos semi-cerrados, ou seja, a área de impacto repousa sobre a segunda articulação dos dedos, que ficam agrupados a formar uma superfície única. A vocação da técnica é o atingimento de partes mais maleáveis e/ou sensíveis a trauma, como garganta e ventre.

### Oyayubi-ken
Oyayubi-ken (亲指拳), ou Oyayubi Ippon Ken (亲指一本拳), faz-se com o punho em semelhança a seiken mas com o polegar saliente em triângulo, isto é, a ponta do polegar repousa contra do dedo indicador fechado, bem a seu centro. Um golpe desferido com esta técnica é muito poderoso, o que o torna perigoso e inadequado a competições desportivas e, bem assim, sua prática em treinamento deve ser muito cautelosa e jamais usada em kumitê, pois acidentalmente pode causar desmaios e até morte, haja vista que os pontos visados no oponente são, na maioria dos casos, a base das orelhas e a têmpora.

## Yubi waza
Yubi waza (指技) é o conjunto de técnicas em que se usam como arma de ataque as pontas dos dedos.

### Keiko
Keiko (鶏古), ou Washide (鷲手), tem como o desenho de um bico, isto é, os dedos são juntados todos no escopo de formar um bico sólido como área de ataque e cujos alvos são principalmente garganta e pescoço. Também conhecida em alguns estilos como sinônimo da técnica keito.

### Nukite
Nukite (貫手) faz a mão assumir a forma de espada ou de garfo. Também é conhecida por "mão penetrante, posto nesta técnica, em cuja mão é posicionada de forma parecida a Shuto mas com os dedos rigidamente unidos e/ou tensionados, o ataque se dá como se fosse um punhal.
É importante que os dedos fiquem arrumados de forma a não flexionarem (o que se consegue somente com muito treino e condicionamento) para trás, haja vista que em tal hipótese podem-se ocasionar ferimentos sérios.
Tal como sucede co'as demais formas de mão aberta, os alvos principais são as partes macias do corpo, como estômago e garganta; um golpe no plexo solar pode deixar o adversário inconsciente. Um lutador experto pode mirar o espaço entre as costelas, ou logo abaixo delas, penetrar o corpo.
O caratê, como desporto, baniu esta técnica de competições devido sua potencial letalidade, tendo em mente que um ataque à garganta pode resultar em morte.
Variações
|                         |                         |                          |                          |                         |
| Ippon nukite (一本貫手) | Nihon nukite (二本貫手) | Sambon nukite (三本貫手) | Shihon nukite (四本貫手) | Gohon nukite (五本貫手) |

|                        |                       |
| Tate nukite (立て貫手) | Omote nukite (表貫手) |

### Torade
Torade (虎手, mão de tigre) faz a mão assumir a forma de uma garra. Além de aplicar golpes fortes com a ponta dos dedos, pode ser tanto usada como ataque tanto como defesa, pode ser usada para imobilizar o oponente ou até para agarrar, a maioria das vezes para agarrar o pescoço aplicando pressão na garganta, mas tome cuidado essa técnica pode si tornar perigosa. Enforcando seu oponente, esta técnica pode ate matar.

### Koko
Koko (虎口, presa de tigre) forma-se com os dedos polegar e indicador assumindo forma de pinça. Alguns estilos tratam a forma como se variação de torade ou de nihon nukite seja. À semelhança da técnica, também serve para golpear com as pontas dos dedos e para agarrar a certar partes, sendo a garganta o principal alvo. Serve ainda para, depois de seguro, aplicar pressão em pontos dos braços e pernas, principlmente.
Também se pronuncia "toraguchi".

## Shuto waza
Shuto waza (手刀技), ou kaisho waza (開掌技), técnicas de mão aberta, é outro grupo de técnicas de mão é o composto por aquelas posturas que simulam o emprego de uma faca, ou espada curta, ora com a lâmina, as costas ou a prancha. Tais técnicas utilizam da mão (sempre aberta) como se fosse um punhal, com o qual o atacante pode desferir um golpe cortante (com a lâmina), perfurante (com a ponta) ou contundente (com o cabo).

### Shuto
Shuto (手刀), ou Tegatana (手刀, mão de espada), tem que o golpe é desferido com a faca da mão, cujo fito é atingir geralmente áreas macias do corpo e circulação. Nesta forma, o polegar é dobrado e mantido firme contra a borda da mão que o apoia, os quatro dedos restantes ficam tensos, próximos mas sem ficarem rigidamente unidos.

### Haito
Haito (背刀), ou Segatana (い刀, dorso de espada), tem que o golpe é desferido com o lado do polegar, isto é, o sítio de impacto respousa entre a base do dedo indicador e o polegar. À semelhança de Shuto, esta técnica serve para golpear partes macias do corpo, como a garganta. Como o seu emprego é mormente penetrante, é usada para golpear têmpora e rins também.

### Keito
Keito (鶏冠) é semelhante a haito, porém o sítio de impacto reside na base do dedo polegar, isto é, na articulação da base. A vocação da técnica é o contra-ataque diretamente ao membro atacante do adversário.

### Haishu
Haishu (背手) é desferido com as costas da mão. Em que pese a forma poder ser usada tanto para atacar quanto para defender, sua vocação é mormente defensiva.

### Teisho
Teisho (手掌), ou Shote (掌手), tem como área de impacto a base da mão. A forma, que pode se empregada tanto no ataque quanto na defesa,  possui três variações: com os dedos para cima, para baixo ou o pulso lateral. Os alvos mais comuns são rosto, queixo, costelas e plexo solar.

### Seiryuto
Seiryuto (青竜刀) é semelhante Teisho, mas o sítio de impacto assenta na intersecção daquela técnica e a de shuto.

### Toho
'Toho (刀法), ou Hirabasami (平挟み), é parecida à técnica de koko, todvia o sítio de impacto assenta-se na parte média entre indicador e polegar.

## Hiji waza
Hiji waza (肘技), ou Empi waza (猿臂技), é parte das técnicas de mãos que emprega a região do cúbito. Junto com as técnicas de joelho os golpes deferidos com os cotovelos são fortes, pois poucas articulações são empregadas.

## Ude waza
Ude waza (腕技) é o conjunto técnico em que se empregam os o antebraços como área útil, pois, logicamente, além da mão, podem ser usadas outras partes dos braços. Dependendo do estilo estudado, pode ser referido como Kote, Ude, Shubo, Wan ou Wanto (小手, 腕, 手木, 腕 ou 腕刀).
A técnica tem vocação mor defensiva, haja vista sua ampla extensão, mas pode (como toda e qualquer outra) ser usada ofensivamente. Assim, posto que não apareça nas denominações das formas, a se seguir um rigorismo será visível. Por exemplo, a defesa de rosto age uke.
Variações
|                                                                    |                                               |                                               |                                                                     |
| Haiwan (背腕) Hira Kote (平小手) lado externo, costas do antebraço | Gaiwan (外腕) Ura Kote (裏小手) lado superior | Shuwan (手腕) Ura Kote (裏小手) lado inferior | Naiwan (内腕) Omote Kote (表小手) lado interno, frente do antebraço |

## Torite waza
Torite waza (取り手技) é a parte em que se estudam as formas de agarramento do adversário, pois, em situações de enfrentamento, em treino ou real, pode ocorrer de ser necessário ou mais adequado segurar o adversário e, em que pese o caratê hodierno não fazer ênfase em tais técnicas — posto ser destacado mais o seu aspecto desportivo — a arte marcial possui este conjunto de formas, que são uma parte importante do Caratê tradicional, a qual subsiste mormente nos katas. Tal circunstância leva ao fato de muitos caratecas não saberem lidar contra nage waza ou katame waza, permanecendo vulneráveis.
As formas de agarramento podem ser aplicadas diretamente ou da transformação de outra, de ataque ou defesa, como, por exemplo, Torade, Kokoken ou Toho.
- Ashidori (足取り): agarramento da perna
- Katatedori (片手取り): agarramento do pulso/mão
- Kosadori (交叉取り): agarramento cruzado
- Katatekosadori (片手交叉取り): agarramento cruzado do pulso
- Katadori (肩取り): agarramento dos ombros/superior
- Ryokatadori (両肩取り): agarramento de ambos os ombros
- Ryotedori (両手取り): agarramento de ambos os pulsos
- Ryotemochi (両手持ち): imobilização de ambos os pulsos
- Tekubidori (手首取り): agarramento do punho
- Ushirodori (後ろ取り): agarramento por trás
- Ushirokatadori|後ろ肩取り}}): agarramento superior por trás
- Ushirokatatedori (後ろ片手取り): agarramento do pulso por trás

## Hikite
Hikite (引き手) é a mão que se recolhe quando a outra ataca ou defende, é também o deslocamento da mão. Este movimento é de suma importância para a aplicação eficaz de qualquer técnica, funciona como se o corpo fosse uma polia.